# Ponte Ferroviária da Régua
A Ponte Ferroviária da Régua, também conhecida por Ponte Rodoviária da Régua, por ser esta a sua utilização atual, é uma ponte sobre o Rio Douro, ligando os municípios de Peso da Régua, na margem direita, e Lamego, na margem esquerda, em Portugal.
Construída em 1934 no âmbito da Linha de Lamego, foi adaptada ao uso rodoviário dado aquele projecto ferroviário não ter sido concluído.

## História
A ponte foi construída pela Companhia Nacional de Caminhos de Ferro, tendo o projecto sido elaborado pelo engenheiro Avelar Ruas, e a obra conduzida pelo engenheiro Maçãs Fernandes.
Foi construída em alvenaria, o que fez destacar entre as pontes construídas nesta época, normalmente construídas em ferro, material que permitia uma construção mais económica.
Em Novembro de 1931, começaram-se a construir dois pilares sobre o terceiro arco da ponte, com 65 metros de comprimento, tendo nesse ano sido concluído o último e o maior arco da ponte. No ano seguinte, os dois pilares já tinham sido concluídos, junto com outros dois sobre o mesmo arco, continuaram a ser edificados os seis arcos de 6 m que formavam os tímpanos vazados, foram colocadas as fiadas de tímpanos a jusante e a montante, numa extensão de 150 m, e foram montadas as pedras de plinto e as guardas. Assim, em 1932 ficaram por montar os quartos de cone, que já estavam a ser construídos, e terminar a instalação dos panos de grade, em cimento armado, a intercalar com os de cantaria. Em 1933, foram concluídos os quartos de cone, os encontros em ambas as margens, o rompimento da trincheira na margem esquerda, e o muro de espera do aterro da margem direita, e foi executado o desvio da estrada sobre o primeiro arco de 6 m, na margem esquerda do rio.
A ponte foi oficialmente dada como concluída em 30 de Setembro de 1934, tendo as últimas obras sido a instalação das grades, e de uma passarela em cimento armado na trincheira da margem esquerda do rio.